# Exèrcit de la Cinta Vermella
L'Exèrcit de la Cinta Vermella (レッドリボン軍, Reddo ribon gun) aparegué per primer cop a Bola de Drac intentant trobar les boles de drac al mateix temps que en Goku cap a començaments de la sèrie, de l'episodi 29 al 68. Com a resultat de la recerca de les boles de drac, envien una onada de terror i destrucció pel món mentre les cerquen. És l'exèrcit més temut i poderós de la Terra. El pla d'Exèrcit de la Cinta Vermella era aconseguir el domini del món.
L'exèrcit estava controlat per l'anomenat "General Red", un home molt baixet, però molt poderós i autoritari que dirigeix el vast exèrcit amb mà de ferro castigant amb la mort els oficials que fallen una missió. El General Red havia acordat amb l'Exèrcit que un cop aconseguides les boles de drac, demanarien el control del món, però ell secretament pretenia demanar ser alt. Quan el Sergent Black s'adona del seu desig secret, mata el General Red, i pren el control de l'exèrcit, reanomenant-lo Exèrcit de la Cinta Negra. Poc després en Goku destrueix tot l'Exèrcit de la Cinta Vermella, matant-ne també el Sergent Black. A les acaballes de Bola de Drac Z, l'únic supervivent confirmat de l'exèrcit és el Dr. Gero, creador de diversos monstres i androides com s'explica retroactivament a la Saga dels Androides. No obstant, amb l'incorporació de Bola de Drac Super a la línia temporal de la sèrie, l'Exèrcit de la Cinta Vermella reapareix amb Magenta al capdavant, un descendent del General Red. Tal com es pot veure a la pel·lícula Dragon Ball Super: Superhero, en Magenta duu a terme els seus plans malèfics rere la façana de l'empresa Red Pharmaceutical.

## Concepció i creació
El creador de la sèrie Bola de Drac Akira Toriyama es va inspirar per a l'organització militar, en particular per la seva torre, del videojoc Kung-Fu Master, en el qual els enemics tendeixen a generar-se a un ritme ràpid mentre el personatge del jugador puja a una torre; el joc en si es basava en dues pel·lícules d'arts marcials de Hong Kong, Kuaican che de Jackie Chan (coneguda com a Spartan X al Japó) i Game of Death de Bruce Lee. Alguns dels membres de l'Exèrcit de la Cinta Vermella porten uniformes que recorden a les Joventuts Hitlerianes, l'organització juvenil del Partit Nazi a l'Alemanya nazi, encara que sense la seva característica esvàstica.
Un dels personatges principals del grup, el General Blue, està codificat com un personatge estereotipat homosexual i és similar en concepte a Ernst Röhm, el cofundador de Sturmabteilung. L'actor de veu japonès de Blue, Toshio Furukawa va afirmar que era un paper difícil de fer a causa de la sexualitat del personatge.
Les versions en anglès estatunidenc del manga de Viz Media van editar els llavis del Sergent Black, ombrejant-los; D.F. Smith de IGN va remarcar que el personatge és una «caricatura ridícula d'un home negre».
Toriyama va crear els androides A-17 i A-18 després que Kazuhiko Torishima, el seu antic editor, expressés la seva decepció pel fet que els Androides 19 i 20 fossin representats com els dolents de la Saga dels Androides. Quan Torishima també es va queixar del duet juvenil després de ser incorporats a la història, Toriyama va decidir desenvolupar i presentar en Cel·lula.

## Alts Comandaments

### Quarter general

#### General Red

General Red

El General Red (レッド総帥 Reddo Sōsui) és el fundador i líder suprem de l'Exèrcit de la Cinta Vermella. Dirigeix l'organitzat regiment des del Quarter General amb mà de ferro i sancionant la incompetència amb l'execució. El seu objectiu és posseir les Boles de drac i distribueix els seus homes per les diverses regions on el seu radar, no tan exacte com el de Goku, indica. És molt baixet i pèl-roig, s'acompanya d'un felí extravagant i mal encarat. Després de perdre gairebé tots els seus homes i oficials més qualificats en el setge al Quarter General, es refugia al costat del Sergent Black en una de les Torres i li revela les seves intencions de demanar-li al Drac major estatura. Tal desig enfurisma el seu assistent que es despatxa disparant-lo al front i posa fi al seu mandat, autoproclamant-se com "Comandant Black".

#### Sergent Black

Sergent Black

El Sergent Black (ブラック補佐 Burakku Hosa) és el segon oficial, malgrat no portar uniforme, i és qui administra i transmet les ordres a l'Exèrcit. Com a home de confiança d'en Red i assistent seu, se'l sol veure acompanyant-lo i mostrant-se submís i complaent amb les exigències del seu superior, encara que de vegades resultin humiliants per a ell, tals com abaixar-se en presència del Comandant per dissimular la seva estatura. La seva paciència s'acaba fulminantment en descobrir les veritables intencions del cap suprem de l'Exèrcit: aconseguir les Boles de Drac per esdevenir més alt. Black assassina d'un tret al cap al seu líder i s'autoproclama nou Comandant de l'Exèrcit, càrrec que no arriba a exercir en ser mort per Goku, que posa fi a l'existència d'aquest exèrcit.

### Brigada Blava
És la tercera brigada a la qual s'enfronta Goku. Té el campament en un arxipèlag a prop de l'illa del Follet Tortuga i té la missió de trobar una bola de drac a les profunditats de l'oceà. En entrar en Son Goku dins de la seva àrea d'acció se'ls ordena, des del Quarter General, enfrontar-s'hi i prendre-li les boles de drac que té en el seu poder. Per acomplir la missió, el General Blue decideix dividir la brigada en dos batallons: el primer, liderat per ell mateix, se submergirà en l'oceà en un submarí amb l'objectiu de seguir Goku i prendre-li la Bola de Drac tan aviat com la trobi. El segon, liderat pel Capità Dark -segon oficial de Blue- es dirigirà a la casa del Follet Tortuga per segrestar-lo i tenir un ostatge per negociar en cas que Goku i els seus amics s'escapessin de les forces de Blue. No obstant però, són vençuts pel mestre d'arts marcials amb certa facilitat.

#### General Blue

General Blue

El General Blue (ブルー将軍 Burū Shōgun) és l'oficial més destacat i temut de l'Exèrcit alhora que el més durador dels que s'enfronten amb Goku. Comanda la Brigada Blava i, durant l'enfrontament de Goku amb la Cinta Vermella, té per missió trobar la tercera Bola de Drac. En secret practica la bruixeria i té poders psíquics, és un contrincant formidable i té una força considerable. Després de seguir a Goku, Bulma i Krilin en submarí fins a una cova de pirates submarina, entaula una dura baralla amb aquest i Krilin, per finalment ésser vençut. Durant el combat, la gruta pateix greus danys estructurals i amenaça d'ensorrar-se. Això no obstant, Blue aconsegueix salvar-se i segueix els tres amics fins a la casa del Follet Tortuga, on els agafa per sorpresa i, servint-se dels seus poders, els immobilitza i lliga a tots. Després d'aconseguir les Boles de Drac, emprèn el retorn al Quarter General. Per desgràcia seva, però, en Son Goku aconsegueix alliberar-se i el persegueix fins a arribar a la Vila del Pingüí. Allí Blue ha de fer front a un nou aliat de Goku: l'Arale que és immune a les seves habilitats i l'acaba enviant a Egipte d'un sol cop de puny. Quan torna al Quarter General, tan sols s'ha pogut apoderar del radar d'en Goku, però no de les Boles de drac, fallant la missió. D'aquesta manera, el General Red el castiga pel seu fracàs a escollir entre ésser executat o lluitar contra en Tao Pai Pai a mort. Blue, convençut dels seus poders, accepta lluitar amb en Tao Pai Pai, que no tarda a liquidar-lo servint-se només de la seva llengua.
Posteriorment, Blue fa una aparició molt breu a Bola de Drac GT -en la Saga de Super A-17- en que, junt amb d'altres malvats i enemics de Goku, s'escapa de l'Infern. Pan, la neta de Goku i filla d'en Son Gohan és qui s'encarrega de facturar-lo de nou cap a l'Infern. Blue aparenta ser homosexual per la seva repulsió a les dones (en especial a la Bulma) i per la seva confessió al manga (no detesta que l'anomenin marieta).
El General Blue és un dels personatges que apareix al joc Dragon Ball Z: Budokai Tenkaichi 3.

### Brigada Blanca
La segona brigada de l'Exèrcit de la Cinta Vermella amb què topa en Goku. La seva àrea d'operacions és al Nord i, en la seva recerca de la Bola de Drac té tot un poble atemorit. La seva base principal, la Torre d'Acer.
Té l'àrea d'operacions situada en una aldea del nord i la seva base d'operacions és la Torre d'Acer, lloc sinistre des d'on el General White, líder de la Brigada Blanca, emet les ordres que rep del Quarter General. La Brigada té encomanat buscar una de les Boles de Drac que es troba a la regió. Per aquesta raó mantenen segrestat l'alcalde del poble i obliguen els vilatans a contribuir en la recerca.

#### General White
El General White (ホワイト将軍 Howaito Shōgun) és el líder d'aquesta brigada i té la seva base a la Torre d'Acer, des d'on té el poble terroritzat, tant pels seus recursos militars com per uns udols esgarrifosos que se senten cada nit a la Torre. D'igual manera que havia passat amb el Coronel Silver, en Goku esdevé un obstacle per als plans de White i n'ordena l'eliminació. Finalment, Goku aconsegueix arribar fins a ell després de vèncer tots els obstacles que se li presenten a cada pis de la torre. Acorralat, White amenaça de matar l'alcalde si en Goku no es dona. Aprofitant la seva rendició, dispara contra ell. En Super 8, un androide pacifista creat per la Cinta Vermella, creient a Goku mort, pateix un atac de ràbia i etziba un fort cop de puny al General, llançant-lo per la finestra de la torre.

#### Sergent Major Murasaki
Sergent Major Murasaki (ムラサキ曹長 Murasaki Sōchō) és un sotsoficial de la Cinta Vermella, a les ordres del General White. En Murasaki és ninja i està al càrrec del 4° Nivell de la Torre d'Acer. Va lluitar amb Son Goku, i, malgrat ser més astut, va perdre la baralla. Després d'haver estat derrotat, Murasaki desperta l'Androide Número 8 perquè elimini en Goku, però aquest es declara pacífic i es nega a lluitar. Murasaki l'amenaça de destruir-lo si no ataca Goku però el Número 8 prefereix ésser destruït abans que fer mal a ningú. Quan el ninja Murasaki va a acomplir la seva amenaça, en Goku el noqueja abans que pugui activar el detonador. Després d'allò Goku es fa amic de l'androide i el rebateja com a Super 8.
El Sergent Murasaki té sota la màniga tots els trucs que un ninja pot tenir, entre els quals estan el poder camuflar-se entre les ombres, usar les estrelles ninja, i multiplicar-se mitjançant la tècnica Kage Bunshin no Jutsu (encara que en realitat són cinc germans bessons i no una multiplicació del cos).
En l'anime, després de la derrota del General White i l'enderrocament de la torre, Murasaki sobreviu i intenta arrabassar les Boles de Drac a en Goku. Això no obstant, el seu pla fracassa i acaba morint en l'explosió de la bomba que en Super 8 portava a l'interior, que en Son Goku llença.
Ell i els seus germans són els únics personatges de l'Exèrcit de la Cinta Vermella que tenen noms basats en els noms dels colors en japonès enlloc d'en anglès.

#### Sergent Metàl·lic
El Sergent Metàl·lic (メタリック軍曹 Metarikku Gunsō) és un gran robot, amb gran semblança al Terminator T-800. És l'encarregat de vigilar el Tercer Nivell de la Torre d'Acer de l'Exèrcit de la Cinta Vermella. Subordinat del malvat i despietat General White, és molt fort i aparentment invulnerable als atacs de Goku, fins al punt de seguir lluitant malgrat haver estat decapitat per aquest. Llança míssils per la boca i pot realitzar grans cops de puny, tanmateix la dura baralla li fa esgotar les seves bateries i així és vençut per Son Goku.

### Brigada Coure
Aquesta brigada mai no va aparèixer, tan sols és anomenada. Aquesta està dirigida pel General Cooper, encara que mai no se'l veu. Cal suposar que seria la brigada encarregada de buscar la darrera Bola de Drac, malgrat que l'Exèrcit és anihilat abans que pugui actuar. És possible que, juntament amb la Coronel Violeta, sigui l'únic alt comandament que va sobreviure a la destrucció de l'Exèrcit de la Cinta Vermella.

### Companyia Groga
Quarta brigada liderada pel Capità Yellow, per buscar la bola de drac situada a la Terra Sagrada de Karin.

#### Capità Yellow
El Capità Yellow (イエロー大佐 Ierō Taisa) és un tigre humanoide al càrrec del Regiment Groc, destinat a la Terra Sagrada per buscar una Bola de Drac en aquest lloc. Amenaça Bora perquè li lliuri la Bola de Drac, però aquest es resisteix als seus soldats que aconsegueix aniquilar. No obstant això Groc escapa al seu helicòpter i comunica per radi el fracàs a la Caserna. El General Red, furiós, l'amenaça d'enviar-li Tao Pai Pai si no recupera la Bola de Drac. El Capità segresta el fill de Bora, Upa, per a intercanviar-lo per la Bola de Drac, però arriba Goku amb el núvol Kinton i colpeja Yellow fent-lo caure del seu avió salvant el petit indi.

### Regiment Platejat
És la primera brigada que apareix en la sèrie i està comandada pel Coronel Silver, un home seriós i autoritari. La seva missió és trobar dues de les Boles de Drac (només en l'anime) situades en un poble i un bosc.

#### Coronel Silver
El Coronel Silver (バイオレット大佐 Baioretto Taisa) és el primer oficial de l'Exèrcit a què s'enfronta Goku. Lidera el Regiment Platejat. És un oficial que aparentment gaudeix de la confiança del General Red, ja que li confia la localització de dues de les boles de drac (només a l'anime) vers la resta d'oficials, als quals es confia trobar-ne només una en funció de la seva destinació. És un oficial implacable i mancat d'escrúpols que, a l'hora de complir la seva missió, no dubta en anihilar qui s'hi interposi. Gran boxejador i fidel a Red, aconsegueix una de les dues boles de drac que finalment aconsegueix tenir l'Exèrcit. Amb tot, això no el salva de ser sancionat amb l'execució per no haver acomplert la missió, ja que se li exigien dues boles de drac. En sentir la condemna, Silver es retira bruscament del despatx de Red, perseguit per l'escamot d'execució.

### Regiment Violeta
Cinquena brigada liderada per l'única dona de l'alt comandament de l'Exèrcit. Té encarregada la missió de trobar la Bola de Drac en una regió amazònica. Gairebé tots els seus homes moren, molts d'ells sacrificats pel seu Coronel per alimentar als animals salvatges, però aconsegueixen el seu objectiu i la Coronel Violeta retorna al Quarter General per cobrar-se la recompensa, que se li antulla minsa.

#### Coronel Violeta
La Coronel Violeta (バイオレット大佐 Baioretto Taisa) és l'única dona dins de l'Exèrcit, que se sàpiga, i és l'encarregada de localitzar la bola de drac oculta en una regió amazònica. Li és fàcil localitzar-la gràcies al radar de Goku, que li és assignat per l'Exèrcit després que el General Blue el robés. Després de perdre els seus homes en l'atac d'uns salvatges, torna al Quarter General per ser recompensada pel General Red. Després del setge al Quarter, saqueja la caixa forta de l'Exèrcit i fuig en un helicòpter, esquivant els amics de Goku. Tot i que se la veu poc al manga, el seu paper és expandit a l'anime.

## Banda sonora
L'exèrcit de la Cinta Vermella té una cançó pròpia que apareix inserida als episodis 48 i 84. La versió en català va ser obra de Manel Català.

## En altres mitjans
Diversos membres clau de l'Exèrcit de la Cinta Vermella apareixen a la pel·lícula El camí per ser el més fort (1996), en que es reexplica la història amb modificacions i amb diferents dissenys de personatges.
A la pel·lícula Aventura mística, el general Blue i el sergent Metal·lic apareixen com a soldats a l'exèrcit de l'Emperador Txaos; el primer és assassinat per Mercenari Tao Pai Pai de la mateixa manera que al material original.
El Sergent Porpa i el General Blue apareixen al anime remake de Dr. Slump de la dècada de 1990, on intenten reclamar les boles de drac de Goku i Arale Norimaki.
Els membres de l'Exèrcit de la Cinta Vermella i els seus Androides han aparegut en nombrosos videojocs de Bola de Drac. Un personatge original notable, creat per al joc de lluita del 2018 Dragon Ball FighterZ, és l'Androide 21. La seva història com a investigador de l'exèrcit de la Cinta Vermella, així com la seva connexió a l'univers tant amb el metge Gero com amb l'Androide 16 han estat sotmesos a cobertura mediàtica.